# Baadur Dschobawa
Baadur Dschobawa (georgisch ბაადურ ჯობავა; * 26. November 1983 in Gali, Georgische SSR) ist ein georgischer Schachmeister. Im Jahr 2000 wurde er Internationaler Meister, seit 2001 trägt er den Titel Großmeister. Beim Weltschachbund FIDE und dem Deutschen Schachbund wird er unter der Schreibweise Baadur Jobava geführt.

## Leben
Er wuchs in Gali in der Autonomen Republik Abchasien in Georgien auf. Die Familie war schachbegeistert. Als er vier Jahre alt war, lernte er das Spiel von seinem Vater, einem Meisterkandidaten. Zu Beginn des abchasischen Bürgerkriegs 1992 zog die Familie nach Charkiw in die Ukraine. Der jüngere Bruder Beglar (* 1985) war georgischer U12-Meister und trägt den Titel Internationaler Meister. Baadur Dschobawa war in seiner Jugend auch im Tischtennis erfolgreich. Seit 2015 ist er in zweiter Ehe mit der aus Bosnien und Herzegowina stammenden Frauengroßmeisterin Aleksandra Dimitrijević verheiratet und hat mit ihr einen Sohn.

## Erfolge
Bei der U16-Schacholympiade 1999 in Artek erreichte er mit der georgischen Nationalmannschaft den zweiten Platz und erzielte 7 Punkten aus 9 Partien am ersten Brett. 2001 gewann er als 17-Jähriger das Staufer Open in Schwäbisch Gmünd. 2003 gewann er das Dubai Open und mit 1,5 Punkten Vorsprung in Tiflis die georgische Einzelmeisterschaft. Im Oktober 2005 gewann er den 2. Samba Cup in Skanderborg. Im Juli 2006 gewann er ein Open in Taiyuan. Im März 2007 wurde er in Tiflis zum zweiten Mal georgischer Einzelmeister. Bei der Europameisterschaft 2009 in Budva wurde er Dritter. 2011 gewann er in Warschau die Europameisterschaft im Schnellschach. Im Februar 2014 gewann er das Bronstein-Memorial in Minsk, 2017, geteilt mit Nils Grandelius das TePe Sigeman & Co Chess Tournament in Malmö.
Beim M-Tel Masters im Mai 2006 in Sofia sekundierte er Wesselin Topalow. Im September bei der Schachweltmeisterschaft 2006 gegen Wladimir Kramnik entschied sich Topalow für Iwan Tscheparinow.
Mit seiner höchsten Elo-Zahl von 2734 im September 2012 führte er die georgische Elo-Rangliste an und lag auf dem 19. Platz der FIDE-Weltrangliste.

## Nationalmannschaft
Mit der georgischen Nationalmannschaft nahm Dschobawa an den Schacholympiaden 2000, 2002, 2004, 2006, 2008, 2010, 2014, 2016, 2018 und 2022 teil. Er erreichte 2004 in Calvià sowohl das beste Ergebnis am vierten Brett als auch die beste Elo-Leistung aller Teilnehmer, 2016 in Baku erhielt er eine individuelle Goldmedaille für das beste Ergebnis aller Teilnehmer am ersten Brett. Außerdem vertrat er Georgien bei der Mannschaftsweltmeisterschaft 2005 und bei den Mannschaftseuropameisterschaften 1999 (in der zweiten Mannschaft), 2001, 2003, 2005, 2007, 2009, 2011, 2013 und 2015. Mit der Mannschaft erreichte Dschobawa 2003 den dritten Platz, in der Einzelwertung 2001 den zweiten Platz am vierten Brett.

## Vereine
In der Saison 2004/05 spielte er für den SC Baden-Oos (ab Dezember 2004 OSC Baden-Baden) in der deutschen Schachbundesliga, in der Saison 2016/17 tritt er für die SV 1930 Hockenheim an. In der georgischen 1. Liga spielte er für Tiflis, mit denen er am European Club Cup 2003 teilnahm in der spanischen 2007 für Intel-Tiendas UPI, 2011 für die Kasparow-Schachschule Marcote und 2017 für Escola d'Escacs de Barcelona, in der armenischen für Mika Jerewan, mit denen er 2008 armenischer Mannschaftsmeister wurde und am European Club Cup teilnahm, in der griechischen für Kidon Chania, in der ägyptischen für Sharkia Dokhan, in der französischen für Tremblay-en-France und in der kroatischen für den ŠK Zagreb, mit dem er 2007 kroatischer Mannschaftsmeister wurde und am European Club Cup teilnahm. In der Ukraine wurde er 2010 und 2011 mit A Dan Dzo & PGMB Mannschaftsmeister und nahm am European Club Cup teil, wobei er 2010 mit der Mannschaft den dritten Platz erreichte; 2014 spielte er für die Schachakademie Illitschiwsk. Den Asian Club Cup 2008/09 in al-Ain gewann er mit dem Al-Ain Chess Club aus den Vereinigten Arabischen Emiraten. In Österreich spielte er in der Saison 2011/12 für den Meister SK Advisory Invest Baden und in der Saison 2017/18 für den SK Sparkasse Jenbach, mit dem er ebenfalls den Titel gewann. In China spielt er seit 2012 für die Mannschaft der Qingdao School. In der russischen Mannschaftsmeisterschaft spielte er 2007 für Ladja Kasan, 2013 für die Mannschaft von PGMB Rostow am Don, mit der er auch am European Club Cup teilnahm, sowie 2014 und 2015 für Universitet Beloretschensk, mit der er 2015 auch beim European Club Cup startete. In Schweden spielte Dschobawa von 2015 bis 2018 für die Mannschaft von Malmö AS, mit der er 2018 Meister wurde.

## Spielstil
Baadur Dschobawa gilt als opferfreudiger Spieler, der seine Kombinationen gut vorbereitet hat. Ein Beispiel mag eine Partie vom 27. Oktober 2004 gegen Alexander Grischtschuk aus Runde 12 der Schacholympiade in Calvià geben. Während Grischtschuk viel Zeit brauchte, vergingen bei Dschobawa für die insgesamt 26 weißen Züge der Partie nur wenige Minuten.
|   | a | b | c | d | e | f | g | h |   |
| 8 |   |   |   |   |   |   |   |   | 8 |
| 7 |   |   |   |   |   |   |   |   | 7 |
| 6 |   |   |   |   |   |   |   |   | 6 |
| 5 |   |   |   |   |   |   |   |   | 5 |
| 4 |   |   |   |   |   |   |   |   | 4 |
| 3 |   |   |   |   |   |   |   |   | 3 |
| 2 |   |   |   |   |   |   |   |   | 2 |
| 1 |   |   |   |   |   |   |   |   | 1 |
|   | a | b | c | d | e | f | g | h |   |

Stellung nach 22. … Se5–c4
23. Sf5–g7! Tf7xg7

24. Le4xh7 f6–f5

25. Dh4–h5 Le7–h4

26. Lh7xf5+

Grischtschuk gab auf, da ihn die Abwendung des Schachmatts einen Turm kosten würde.